# Yurun Food
Die China Yurun Food Group, kurz Yurun Food, ist eines der größten fleischverarbeitenden Unternehmen in der Volksrepublik China (Stand 2015 Nummer zwei hinter der WH Group).

## Geschichte
Die Unternehmensgruppe wurde 1993 von Zhu Yicai gegründet. Aus ärmlichen Verhältnissen stammend (* 1967 in der Provinz Anhui), brachte er es mit der Expansion des Unternehmens, auch in Geschäftsfelder außerhalb der Fleischwirtschaft, zum Multimilliardär und einem der reichsten Chinesen. Bis 2012 war er Vorsitzender und hernach Ehrenvorsitzender des Unternehmens. Er ist (Stand 2015) der größte Einzelgesellschafter des Unternehmens, darüber hinaus auch größter Anteilhalter der chinesischen Einzelhandelskette Nanjing Central Emporium. Im Frühjahr 2015 stellten ihn die Behörden, offenbar aufgrund von Korruptionsermittlungen bei Immobiliengeschäften, unter Hausarrest.

## Struktur, Kennzahlen
Die an der Börse von Hongkong notierte China Yurun Food Group hat ihren Hauptverwaltungssitz in Nanjing, steuerrechtlich ist sie jedoch in Bermuda eingetragen. Sie ist vertikal integriert, die Wertschöpfungskette reicht von der Schlachtung über die Weiterverarbeitung bis zum Vertrieb. Fabrikationsstätten befinden sich in allen Landesteilen. Die jährliche Schlachtkapazität lag im Jahr 2015 bei 56,35 Millionen Tieren, die Produktionskapazität für verarbeitete Fleischwaren bei ungefähr 312.000 Tonnen (Quelle: Geschäftsbericht 2015).

## Produkte und Marken
Seine Produkte teilt Yurun Food in folgende Kategorien ein: Zum einen gekühltes und tiefgekühltes Schweinefleisch (rund 200 Varianten), andererseits unter niederen bzw. hohen Temperaturen verarbeitete Fleischwaren (LTMP bzw. HTMP, rund 1000 Sorten). Die Ware wird unter mehreren Markenfamilien vertrieben, die wichtigsten sind Wangrun (HTMP-Fleischwaren), Yurun (LTMP-Fleischwaren, gekühltes und tiefgefrorenes Fleisch) und, speziell in Nordchina, Dazhong Roulian, eine anerkannte Traditionsmarke; eine vierte Kernmarke, Furun, wurde inzwischen in die Markenfamilie Yurun eingegliedert.